# Лилия великолепная
Ли́лия великоле́пная (лат. Lílium supérbum) — вид многолетних травянистых растений, входящий в род Лилия (Lilium) семейства Лилейные (Liliaceae). Включена в подрод Martagon рода Лилия (Lilium).

## Ботаническое описание
Многолетнее травянистое растение, нередко превосходящее 2 м в высоту. Стебель мясистый или тонкий.
Листья сидячие, гладкие, ланцетной или линейно-ланцетной формы, заострённые, до 15 см длиной, до 4 см шириной. Расположение листьев мутовчатое по 5—7, в верхней части растения — очерёдное.
Цветки оранжевые, жёлто-оранжевые или, редко, красные, повислые. На одном растении обычно имеется от трёх цветков, реже — меньше. Известны экземпляры лилии великолепной с 40 и более цветками. Они образуют крупные соцветия-метёлки. Околоцветник покрыт фиолетовыми пятнышками. Тычинки в количестве шести, короче пестика, со слабо сросшимися основаниями, с линейными пыльниками. Пестик с булавовидным столбиком и трёхдольчатым клейким бархатистым рыльцем.
Плод — яйцевидная коробочка 3—5 см длиной, разделённая на три доли, в каждой из которых расположены по два ряда семян.
Лилия великолепная — одна из высоких видов лилий с очерёдно расположенными листьями. Также к этой группе относят, в частности, лилию ланцетолистную и лилию луковиценосную.

## Значение
Луковицы лилии великолепной употреблялись коренным населением Северной Америки в пищу. Они пригодны для добавления в супы и для жарки.

## Распространение
Лилия великолепная известна с восточной части Северной Америки. Северная граница ареала — от Нью-Брансуика до Онтарио, южная — Северная Каролина, Теннесси и Миссури.

## Классификация

### Таксономия
Вид Лилия великолепная входит в род Лилия (Lilium) семейства Лилейные (Liliaceae) порядка Лилиецветные (Liliales).
|  |                                      |  |                                                               |                                                               |                    |  | ещё 9 семейств (согласно Системе APG III) | ещё 9 семейств (согласно Системе APG III) |                        |  |  |  | ещё более 110 видов |
|  |                                      |  |                                                               |                                                               |                    |  | ещё 9 семейств (согласно Системе APG III) | ещё 9 семейств (согласно Системе APG III) |                        |  |  |  | ещё более 110 видов |
|  |                                      |  |                                                               | порядок Лилиецветные                                          |                    |  |                                           |                                           | род Лилия              |  |  |  |                     |
|  |                                      |  |                                                               | порядок Лилиецветные                                          |                    |  |                                           |                                           | род Лилия              |  |  |  |                     |
|  | отдел Цветковые, или Покрытосеменные |  |                                                               |                                                               | семейство Лилейные |  |                                           |                                           | вид Лилия великолепная |  |  |  |                     |
|  | отдел Цветковые, или Покрытосеменные |  |                                                               |                                                               | семейство Лилейные |  |                                           |                                           |                        |  |  |  |                     |
|  |                                      |  | ещё 58 порядков цветковых растений (согласно Системе APG III) | ещё 58 порядков цветковых растений (согласно Системе APG III) |                    |  |                                           | ещё 16 родов                              | ещё 16 родов           |  |  |  |                     |
|  |                                      |  |                                                               | ещё 58 порядков цветковых растений (согласно Системе APG III) |                    |  |                                           |                                           | ещё 16 родов           |  |  |  |                     |

### Синонимы
- Lilium canadense subsp. superbum (L.) Baker, 1871
- Lilium fortunofulgidum Roane & J.N.Henry, 1980, nom. inval.
- Lilium gazarubrum Roane & J.N.Henry, 1980
- Lilium mary-henryae Roane & J.N.Henry, 1980